# Campeonato Europeo de Tiro con Arco al Aire Libre de 2016
El XXIV Campeonato Europeo de Tiro con Arco al Aire Libre se celebró en Nottingham (Reino Unido) entre el 23 y el 29 de mayo de 2016 bajo la organización de la Unión Europea de Tiro con Arco (WAE) y la Federación Británica de Tiro con Arco.
Las competiciones de la fase de clasificación se realizaron en el campus de la Universidad de Nottingham y las finales en la Plaza del Mercado Viejo de la ciudad inglesa.

## Resultados

### Masculino
| Evento                            | Oro                                                       | Plata                                                          | Bronce                                                         |
| --------------------------------- | --------------------------------------------------------- | -------------------------------------------------------------- | -------------------------------------------------------------- |
| Arco recurvo individual (29.05)   | Jean-Charles Valladont Francia                            | Mete Gazoz Turquía                                             | Patrick Huston Reino Unido                                     |
| Arco recurvo por equipo (29.05)   | Arsalan Baldanov · Alexandr Kozhin · Vitali Popov · Rusia | Laurence Godfrey Patrick Huston Kieran Slater Reino Unido      | Robin Ramaekers · Ben Adriaensen · Nico Thiry · Bélgica        |
| Arco compuesto individual (28.05) | Stephan Hansen Dinamarca                                  | Peter Elzinga · Países Bajos                                   | Dominique Genet Francia                                        |
| Arco compuesto por equipo (28.05) | Stephan Hansen Andreas Darum Martin Damsbo Dinamarca      | Anton Bulayev · Alexandr Dambayev · Viktor Kalashnikov · Rusia | Dominique Genet Jean-Philippe Boulch Sébastien Peineau Francia |

### Femenino
| Evento                            | Oro                                                                    | Plata                                                               | Bronce                                                               |
| --------------------------------- | ---------------------------------------------------------------------- | ------------------------------------------------------------------- | -------------------------------------------------------------------- |
| Arco recurvo individual (29.05)   | Veronika Marchenko · Ucrania                                           | Tuyana Dashidorzhiyeva · Rusia                                      | Lisa Unruh · Alemania                                                |
| Arco recurvo por equipo (29.05)   | Anastasiya Pavlova · Veronika Marchenko · Lidiya Sichenikova · Ucrania | Kristine Esebua Yuliya Lobzhenidze Jatuna Narimanidze Georgia       | Elena Richter · Lisa Unruh · Veronika Haidn-Tschalova · Alemania     |
| Arco compuesto individual (28.05) | Sarah Prieels · Bélgica                                                | Alexandra Savenkova · Rusia                                         | Mariya Vinogradova · Rusia                                           |
| Arco compuesto por equipo (28.05) | Yeşim Bostan Ayşe Bera Süzer Evrim Sağlam Turquía                      | Mariya Vinogradova · Albina Loguinova · Alexandra Savenkova · Rusia | Martine Couwenberg · Inge van Caspel · Irina Markovic · Países Bajos |

### Mixto
| Evento                            | Oro                                          | Plata                                          | Bronce                                      |
| --------------------------------- | -------------------------------------------- | ---------------------------------------------- | ------------------------------------------- |
| Arco recurvo por equipo (29.05)   | Alexandra Mîrca Dan Olaru Moldavia           | Bérengère Schuh Jean-Charles Valladont Francia | Anastasiya Pavlova · Viktor Ruban · Ucrania |
| Arco compuesto por equipo (28.05) | Marcella Tonioli · Federico Pagnoni · Italia | Toja Ellison Dejan Sitar Eslovenia             | Andrea Marcos · Alberto Blázquez · España   |

## Medallero
| Núm. | País         | Oro | Plata | Bronce | Total |
| ---- | ------------ | --- | ----- | ------ | ----- |
| 1    | Ucrania      | 2   | 0     | 1      | 3     |
| 2    | Dinamarca    | 2   | 0     | 0      | 2     |
| 3    | Rusia        | 1   | 4     | 1      | 6     |
| 4    | Francia      | 1   | 1     | 2      | 4     |
| 5    | Turquía      | 1   | 1     | 0      | 2     |
| 6    | Bélgica      | 1   | 0     | 1      | 2     |
| 7    | Italia       | 1   | 0     | 0      | 1     |
| 7    | Moldavia     | 1   | 0     | 0      | 1     |
| 9    | Países Bajos | 0   | 1     | 1      | 2     |
| 9    | Reino Unido  | 0   | 1     | 1      | 2     |
| 11   | Eslovenia    | 0   | 1     | 0      | 1     |
| 11   | Georgia      | 0   | 1     | 0      | 1     |
| 13   | Alemania     | 0   | 0     | 2      | 2     |
| 14   | España       | 0   | 0     | 1      | 1     |
|      | TOTAL        | 10  | 10    | 10     | 30    |